# Schulzentrum Offenburger Gasse

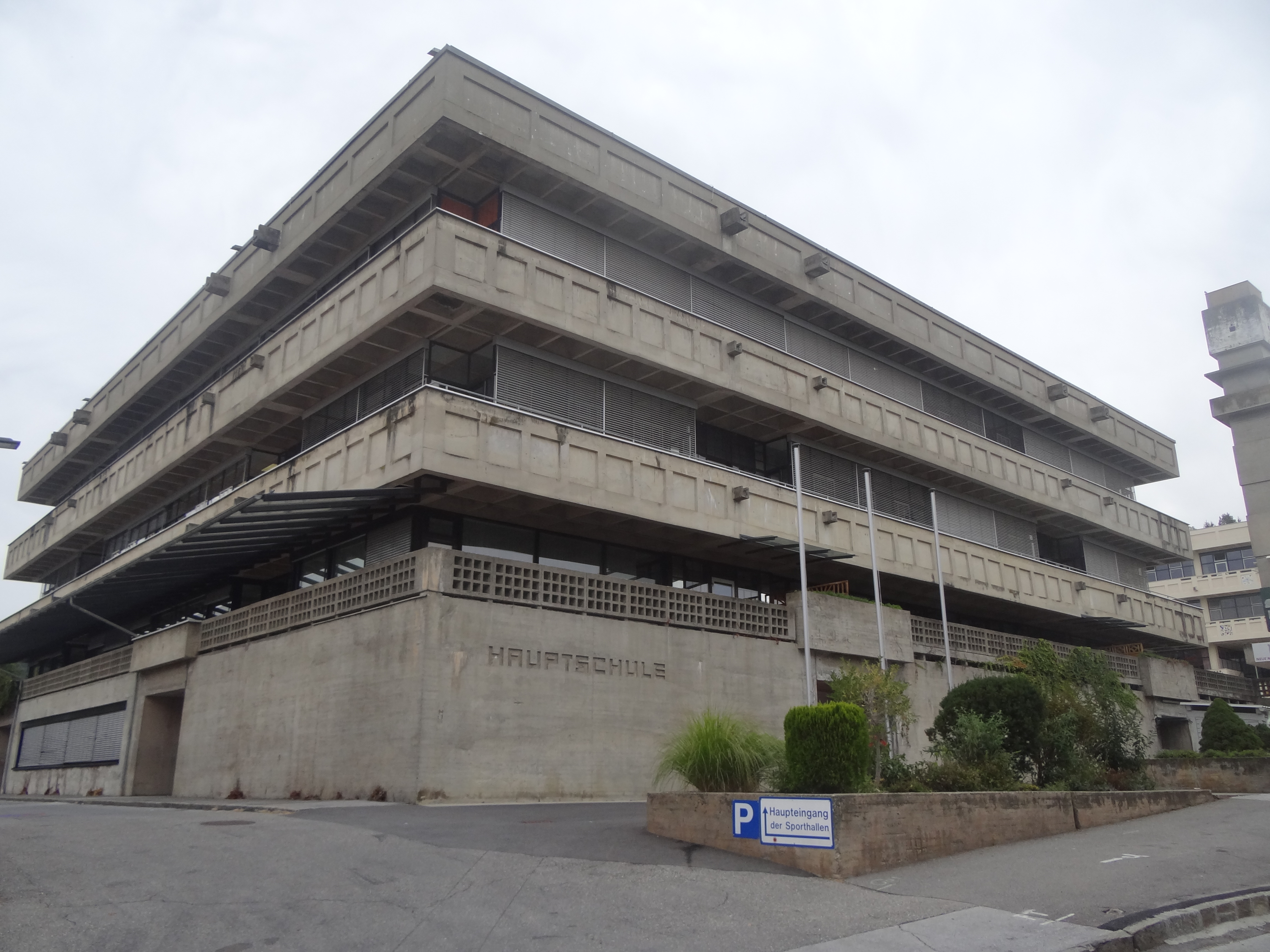
Ehemalige Hauptschule Weiz (2012), heute Mittelschule

Das Schulzentrum Offenburger Gasse ist die Bezeichnung für ein Schulanlage in der Stadtgemeinde Weiz im Bezirk Weiz in der Steiermark.

## Geschichte

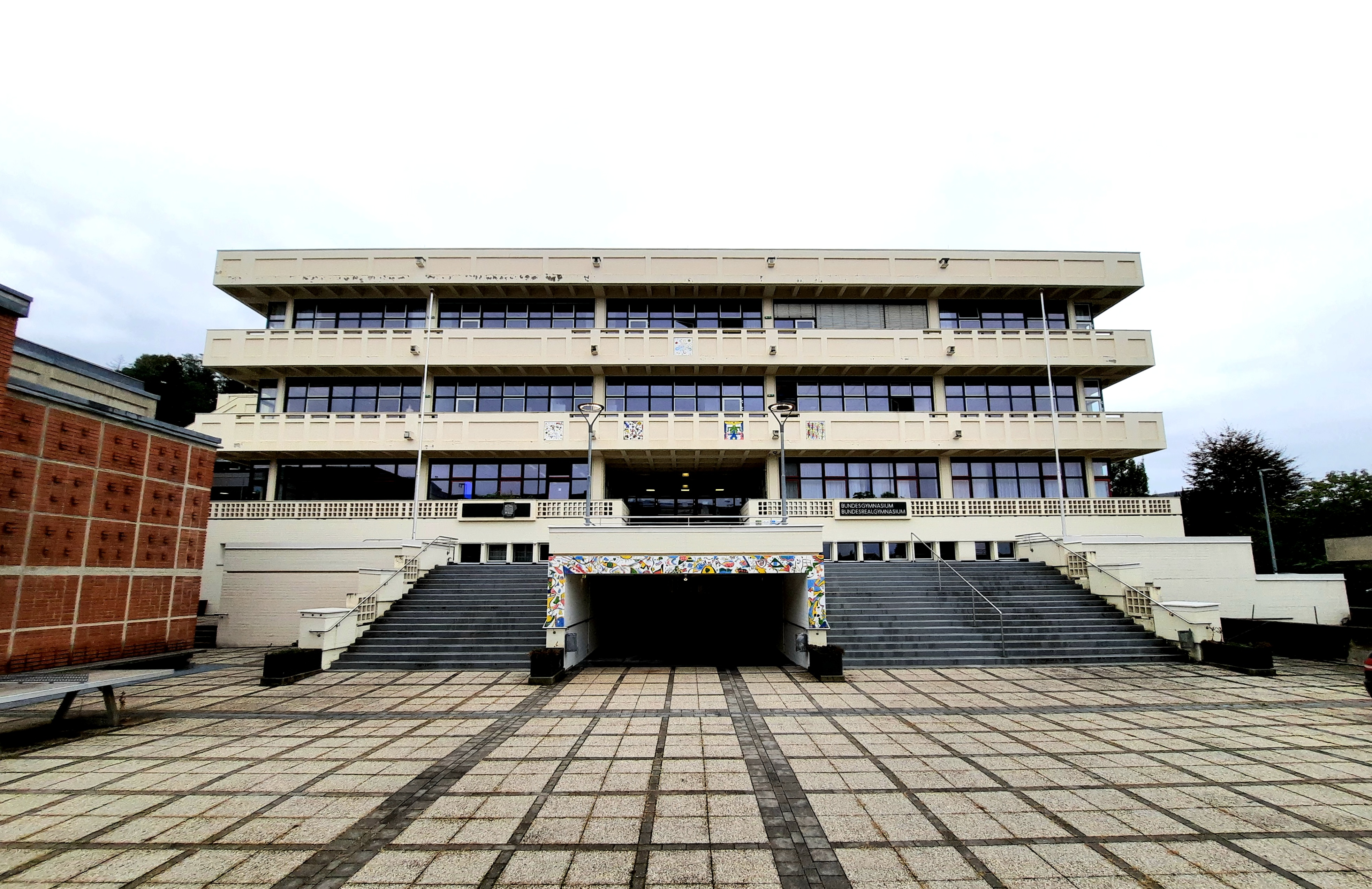
Schulzentrum Weiz, Bundesgymnasium und Bundesrealgymnasium, überstrichene Fassade zur Plaza (2024)

1964 wurde der Architekt Viktor Hufnagl von der Stadtgemeinde Weiz mit der Projektierung und Ausführung einer Hauptschule samt Polytechnikum für Knaben, einer für Mädchen, einer Sporthalle mit Turn- und Spielplatz sowie dem Vorplatz mit Heizturm und dem Schulwartshaus beauftragt. Die ursprünglich als Doppelhauptschule geplante Anlage stellt in der Entwicklung des österreichischen Schulbaus eine entscheidende Wende dar. Hufnagl leistete mit der Entwicklung des Hallenschulen-Typus Pionierarbeit in Österreich. „Reformer der Pädagogik hatten, basierend auf der Ablehnung des bis dato üblichen Frontalunterrichts, schon lange eine innovativere Bauweise als den ‚preußischen‘ monofunktionalen Gangtypus eingefordert. Zunächst in der Zwischenkriegszeit, aber vermehrt erst in den 1950er und 1960er Jahren wurde eine neue, ‚demokratischere‘ Bauform, nämlich die Hallenschule entwickelt.“
Der zweite Klassenblock des Realgymnasiums wurde 10 Jahre später, mit abgewandelter Erschließung des Gebäudes, von 1976 bis 1978 errichtet.
Hauptschulgebäude, Turnsaal und Schulwarthaus waren bereits mit der Erstveröffentlichung der denkmalgeschützten Objekte durch das Bundesdenkmalamt im Jahr 2011 als geschützt ausgewiesen. „Zum Gymnasium ist anzumerken, dass dieses ebenfalls den Bestimmungen des § 2 DMSchG unterlegen ist, jedoch durch Zeitablauf (5-Jahres-Frist) aus dem Denkmalschutz gekippt ist. Es hätte innerhalb dieses Zeitraumes ein Unterschutzstellungsverfahren durchgeführt werden müssen, was jedoch wegen zu geringen personellen Ressourcen des Bundesdenkmalamtes bislang nicht erfolgt ist. Das Gymnasium steht aber nach wie vor auf der Liste der noch unter Denkmalschutz zu stellenden Bauten in Österreich.“ Deswegen fielen das Gymnasium und der Vorplatz aus dem Denkmalschutz, während die Neue Mittelschule, die Sporthalle, der Heizturm und das Schulwartshaus im Denkmalschutz verblieben, obwohl laut Gutachten „Der Schulanlage in Weiz, bestehend aus Neuer Mittelschule, Sporthalle, Gymnasium, Schulwartshaus und Heizturm mit Ausnahme des Anbaus am Gymnasium von 2013 in seiner Gesamterscheinung Denkmalschutzbedeutung zukommt.“
Im Jahr 2020 wurde das Mittelschule III mit der „Geramb-Rose“ ausgezeichnet, ein Jahr später „war im April auf der Plaza die Ausstellung zu den Geramb-Rose-Preisträgern 2020 zu sehen“. Anlässlich dieser Ausstellung erinnert sich Elmar Hauser, der ehemalige Bauleiter des Büros Hufnagl an den Einsturz der Turnhalle und an die konstruktiven Probleme des auskragenden Flachdachs, denn „vieles an dem Gebäude war bautechnisch Neuland“.
Mit Bescheid des Bundesdenkmalamtes vom 12. März 2020 wurde dann die Gesamtanlage (d. h. alle Gebäude) unter Denkmalschutz (Listeneintrag) gestellt.

## Architektur

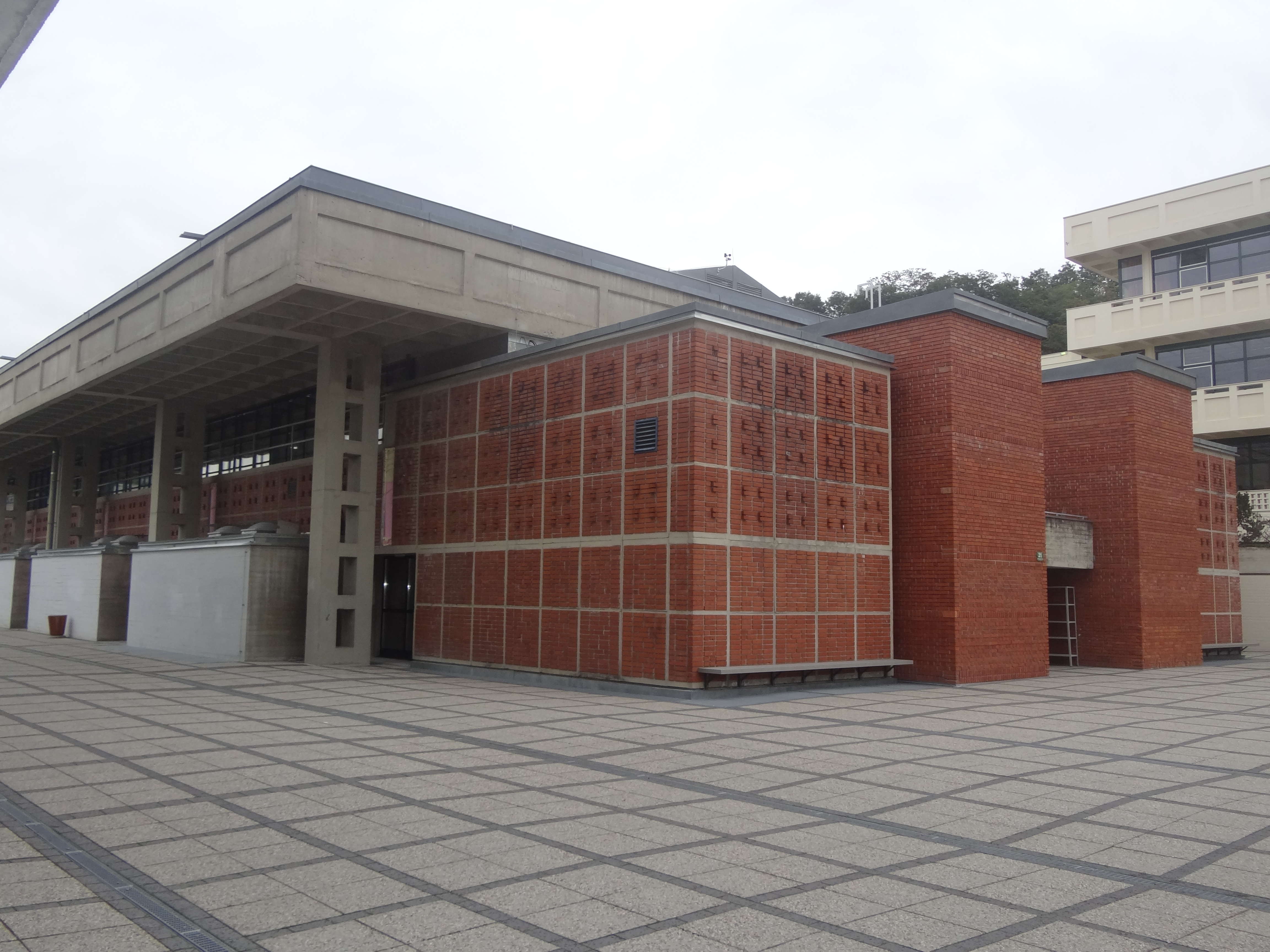
Turnhalle Weiz (2012)

Das Schulzentrum Weiz besteht heute aus der Neuen Mittelschule (NMS III) und der Sportmittelschule (NMS I) (ehem. Hauptschule) und dem Bundesgymnasium & Bundesrealgymnasium (ehem. Realschule). Die zwei quadratischen Klassengebäude sind mit dem dritten, niedrigeren Gebäude, dem Turnsaal- und Sporthallenblock verbunden und bilden mit dem Dienstgebäude des Hausmeisters eine Plaza. Die 10 Klassen der Hauptschule sind pro Geschoß um eine ausschließlich von oben belichteten Halle, die auch als Aula dient, mit umlaufenden Galerien angeordnet. "Der von den zwölf Stahlbetonstützen gerahmte, 40 x 40 Meter umfassende Innenraum sollte nicht nur als Erschließung, Pausenraum, Kommunikationszone und für schulinterne Veranstaltungen zur Verfügung stehen, sondern, im damals propagierten Geist der „offenen Schule“, der ganzen Stadt als kulturelles Zentrum dienen". Durch die „barocken“ Stiegenaufgang an einer Längsseite bekommt die Halle einen rechteckigen Eindruck. „Die Wirkung der Aula ist nicht nur aufgrund der räumlichen Großzügigkeit und die Beleuchtung von oben, sondern auch durch Details wie Bodenmuster und die Ausführung der Brüstungen beeindruckend gestaltet. Analog zu den Galerien gibt es umlaufende Balkone, die das Außenbild der Schule bestimmen, wobei die plastische Fassadenausprägung mit den zarten Fensterprofilen reizvoll kontrastiert und der Hülle eine strukturierte Tiefe verleiht“.
"Die Schule war 2018 Teil der Ausstellung „SOSBrutalismus – Rettet die Betonmonster“ im Architekturzentrum Wien und ist auch in der gleichnamigen Online-Datenbank des Deutschen Architekturmuseums in Frankfurt am Main verzeichnet. 2024 wurde sie im Rahmen der Ausstellung „Geometrien des Lebens“ zu den Bauten Viktor Hufnagls in Wien gezeigt.

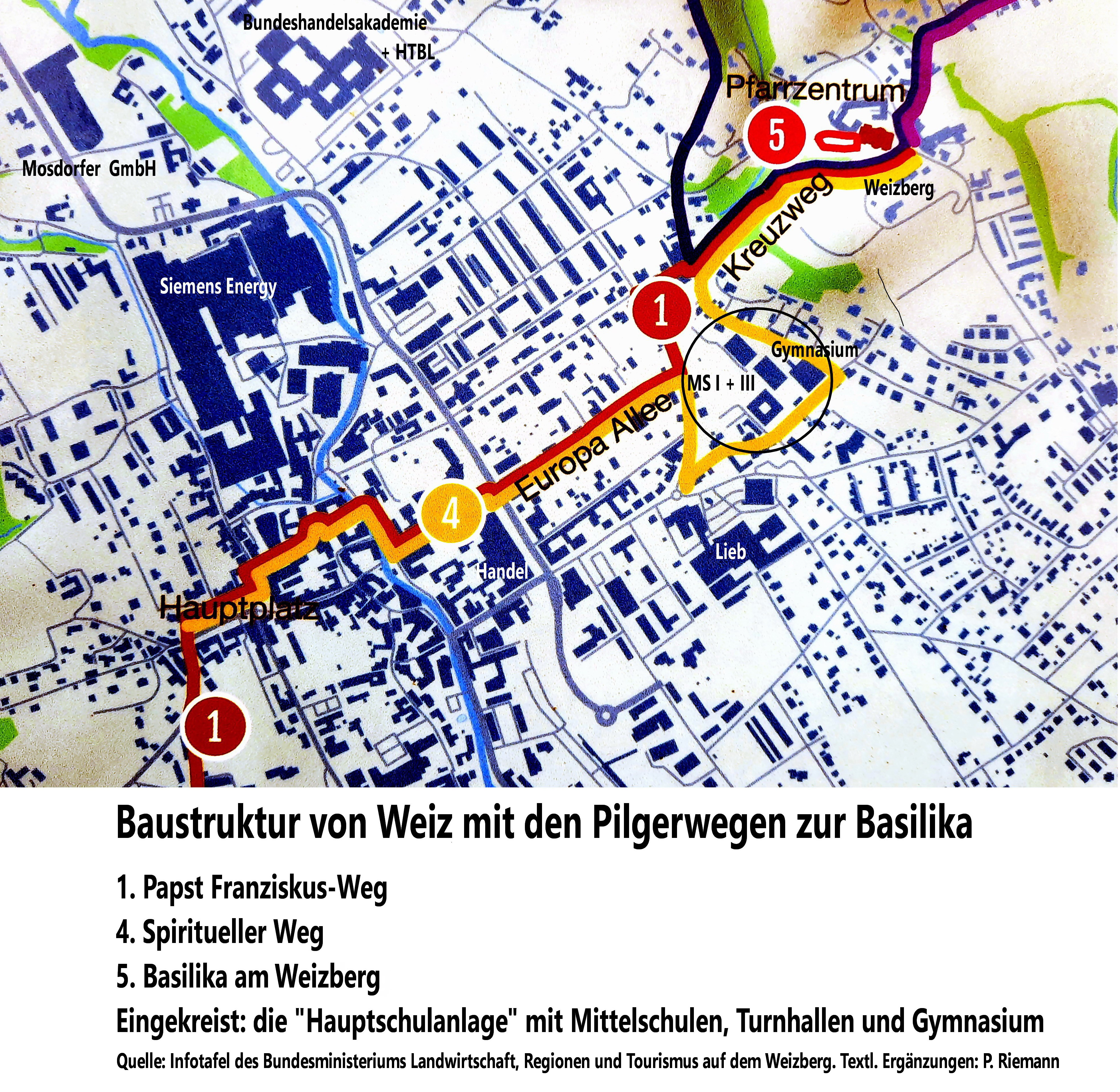
Stadtstruktur von Weiz mit der Hauptschule
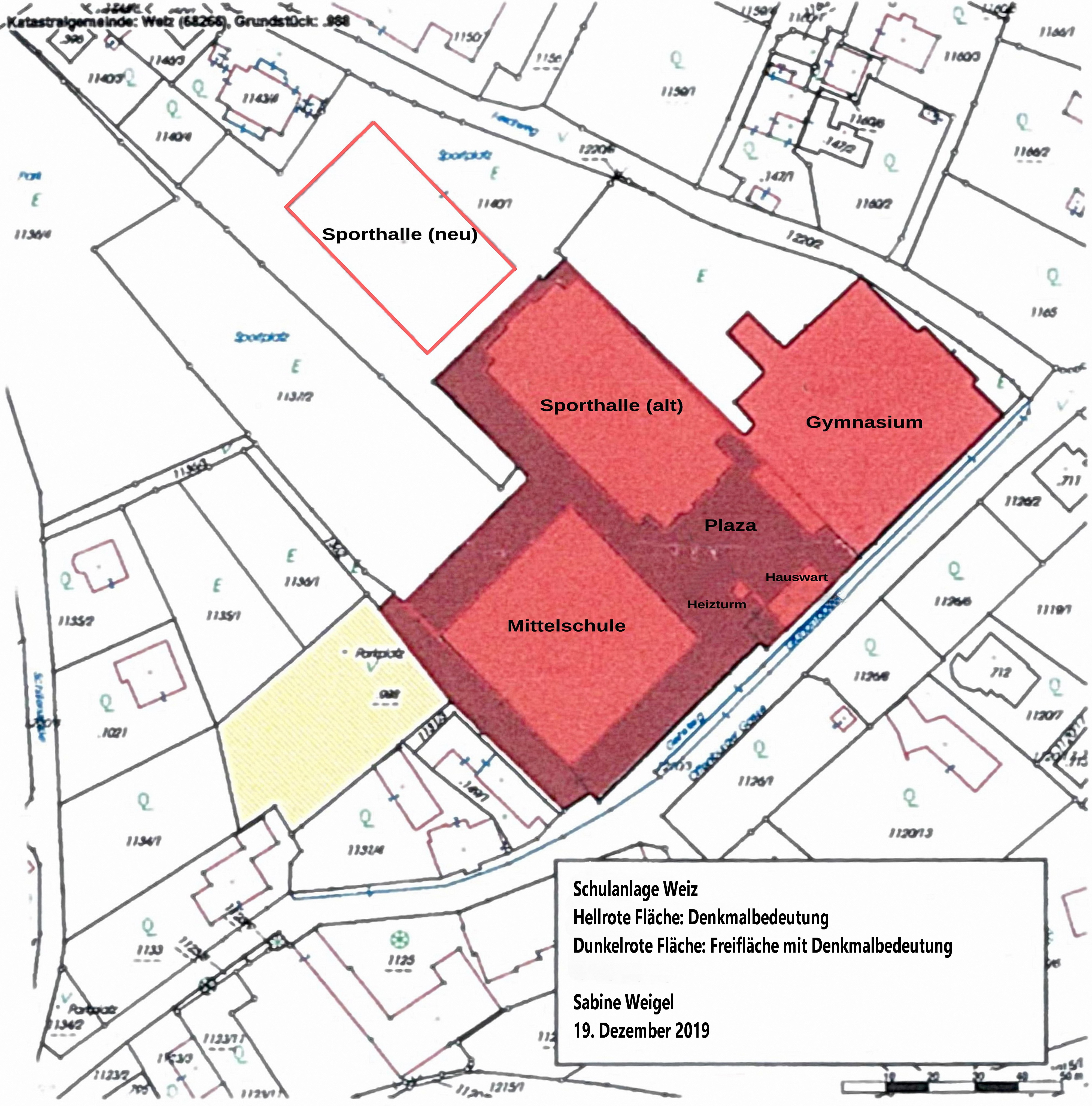
Lageplan zum Denkmalschutz, Dezember 2019
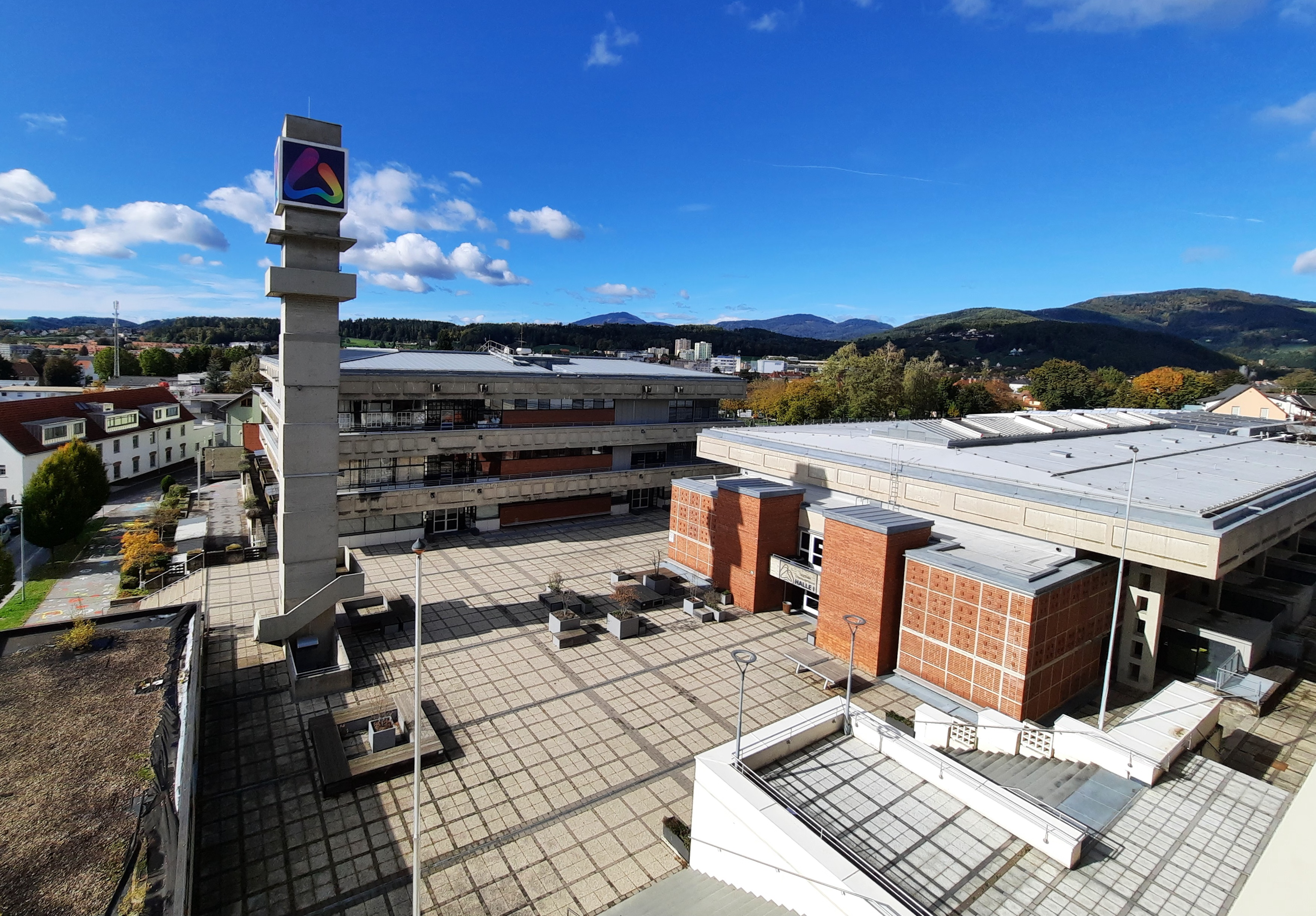
Blick vom Gymnasium auf das Schulzentrum Weiz
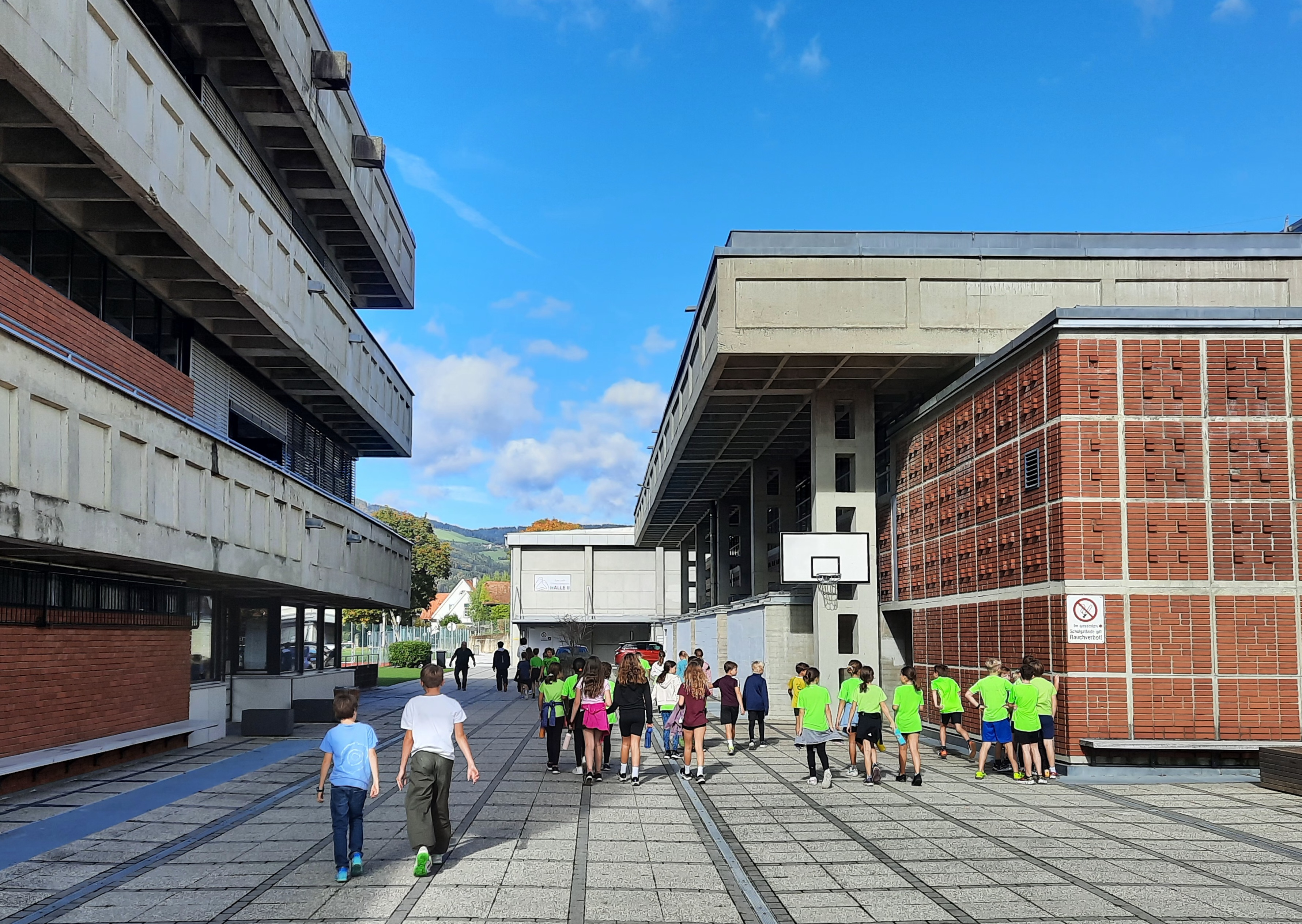
Mittelschule (links), alte Turnhalle (rechts) und neue Turnhalle (hinten)
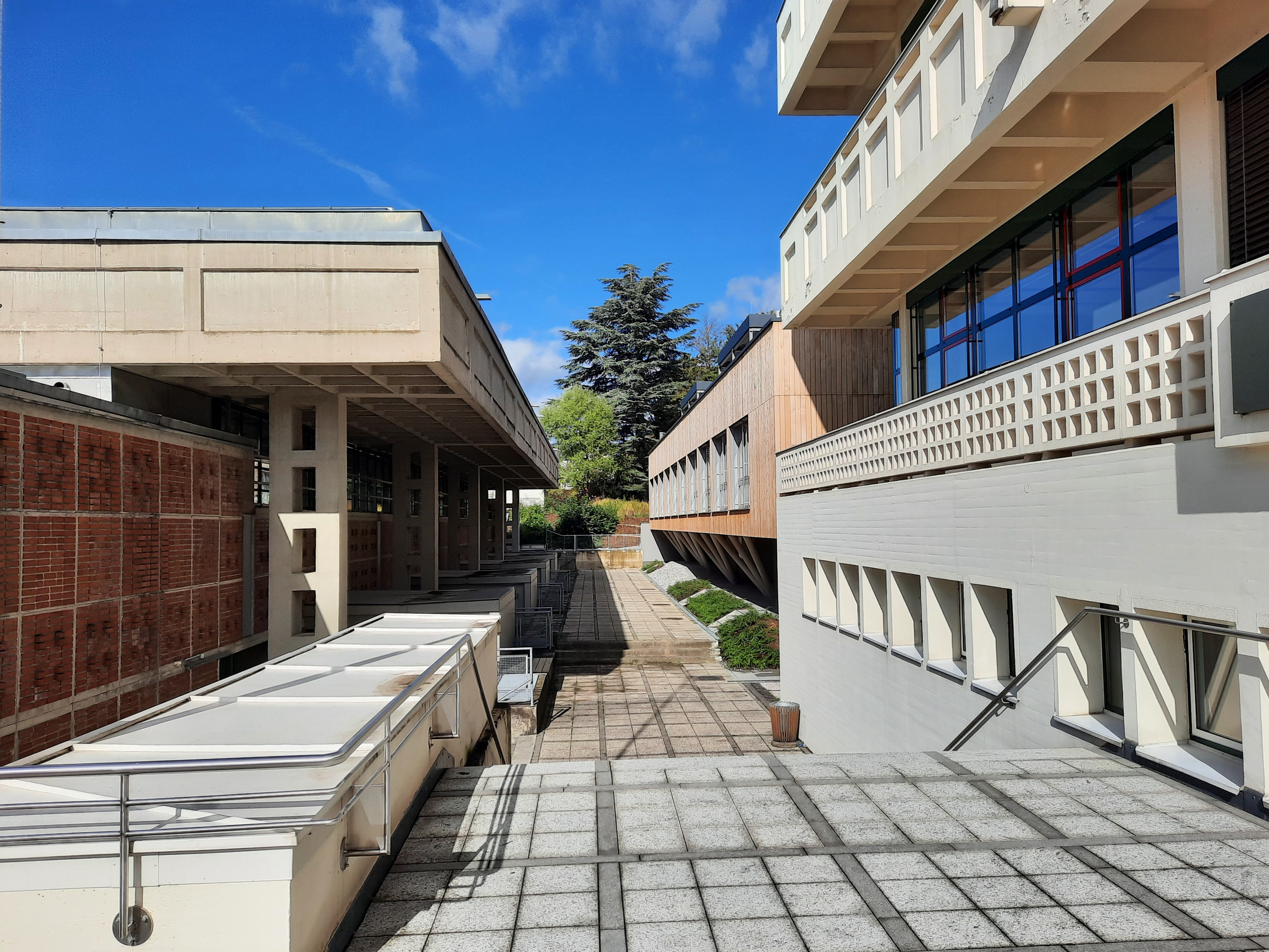
Alte Turnhalle (links), Gymnasium (rechts) und neuer Anbau (hinten)
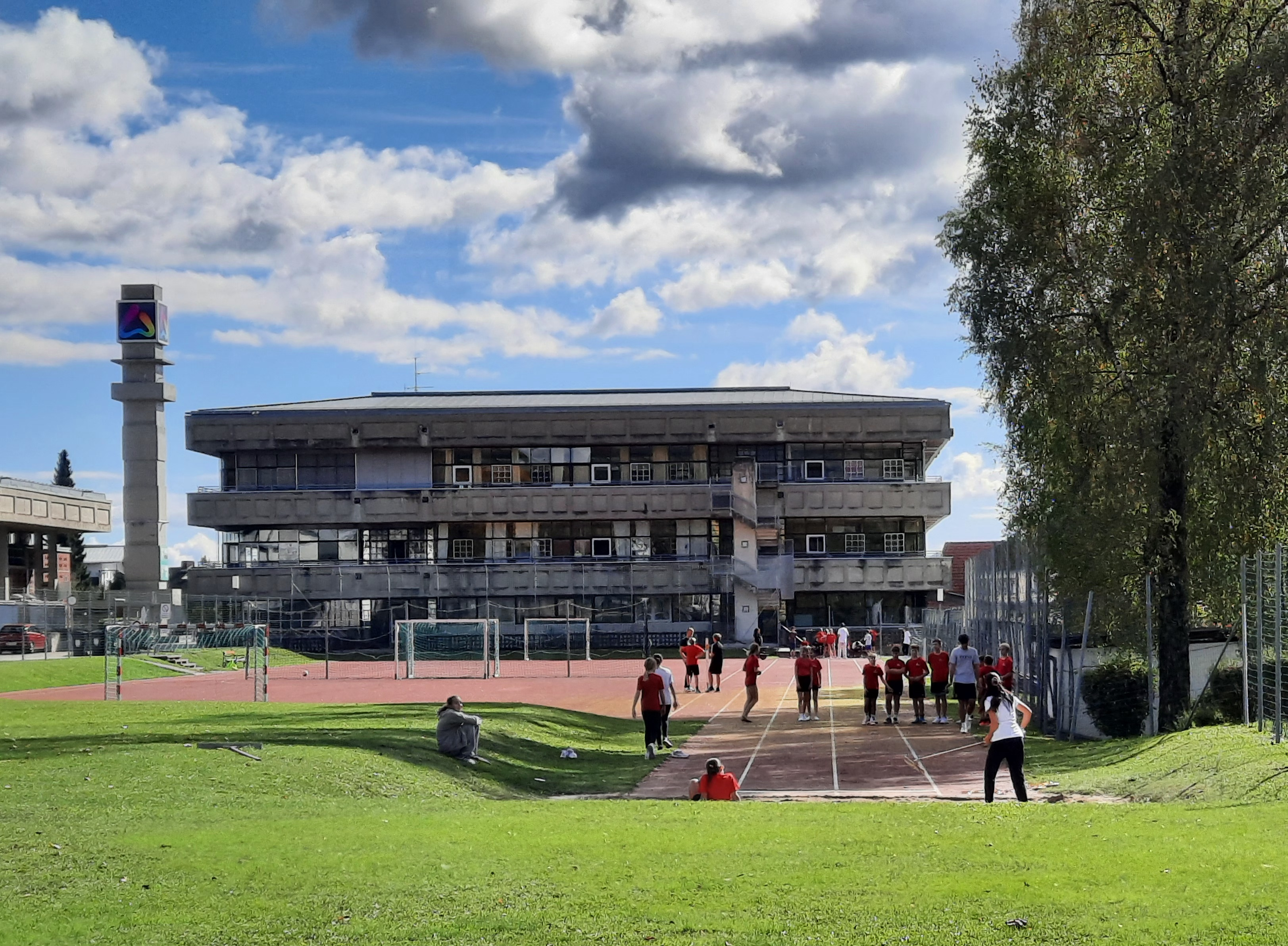
Mittelschule mit Sportplätzen, Heizturm und alter Turnhalle (links)

## Abrisspläne – Pro und Contra

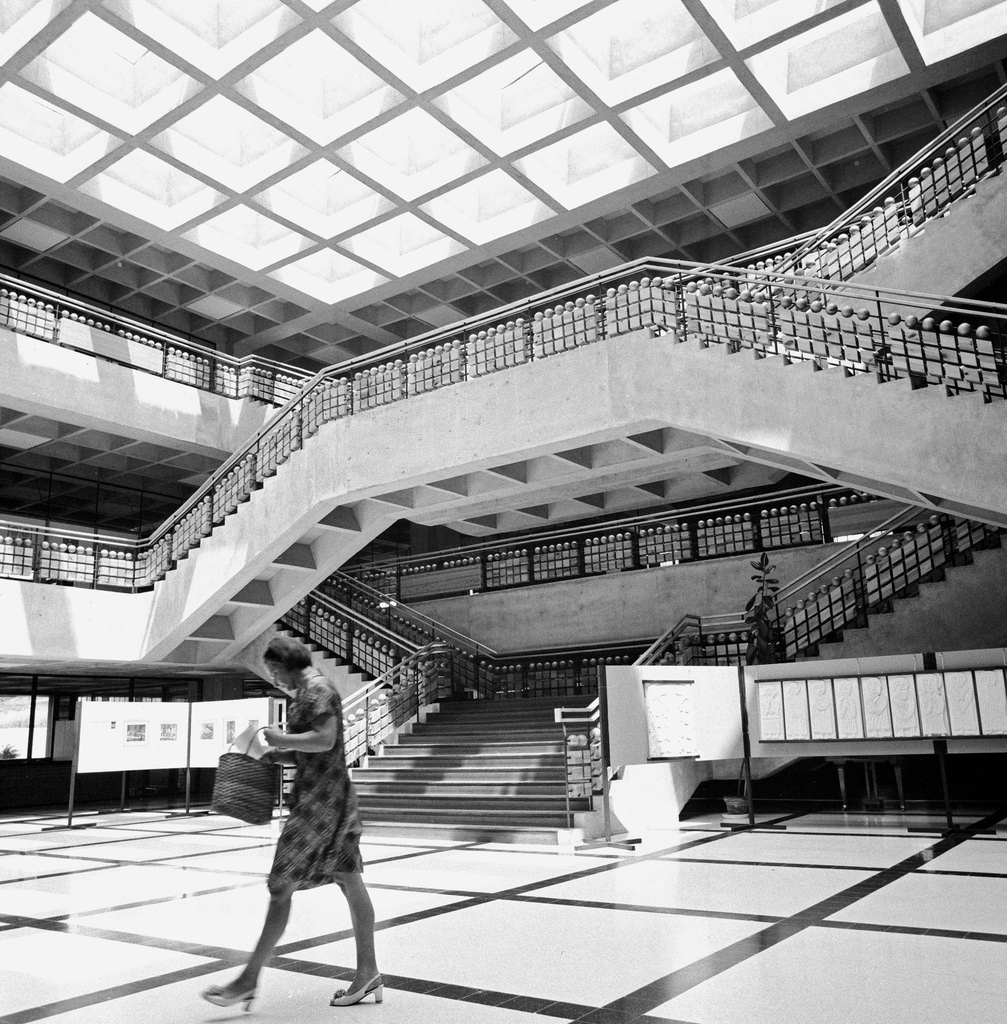
Halle mit Galerien und „barocker“ Treppenaufgang der Hauptschule in Weiz (Ende der 60er Jahre)

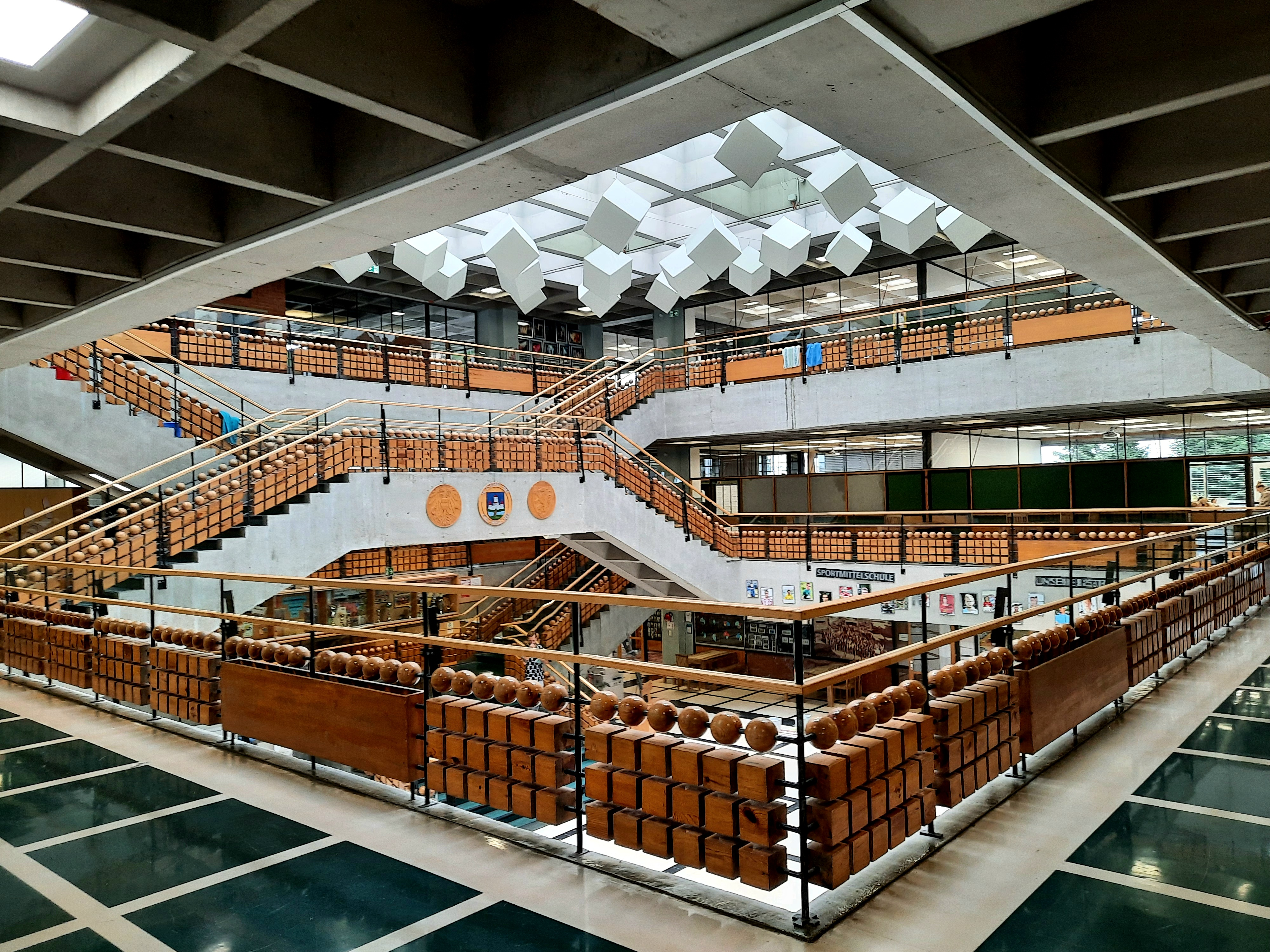
Zentrale Halle der heutigen Mittelschule (2024) Die hängenden Quader sollen die Akustik verbessern

Aus dem Herbst 2023 datieren Überlegungen zur Erweiterung der zu klein gewordenen Schulgebäude und zu ihrer dringenden Renovierung und Sanierung. Während für das Weizer Gymnasium (Eigentümer: BIG Bundesimmobiliengesellschaft m.b.H.) Pläne für Um- und Zubau vorgestellt wurden, stehen bei der Mittelschule I und III (Eigentümer: Stadtgemeinde Weiz) nebenan „Die Kosten der Sanierung (39,2 Millionen Euro) in keiner Relation zu einem Neubau, doch das Haus steht unter Denkmalschutz.“ Nachdem der scheidende Bürgermeister Erwin Eggenreich die Sorgen der Gemeinde im Mai 2024 in Zahlen fasst: „Eine Sanierung kostet wahrscheinlich 50 Millionen Euro, ein Neubau vielleicht 28 Millionen“, rufen im Juni 2024 rufen die wegen der seit Jahren vorherrschenden Zustände der ausstehenden Sanierung, welche „Gefahr [liegt] im Verzug“ darstellt, Eltern und Lehrer auf den Plan: Es sei angeblich „Gefahr in Verzug“, worauf vier Tage später die Kleine Zeitung berichtet, dass "ein durch die Stadtgemeinde Weiz beauftragter Baugutachter die denkmalgeschützte, aber sanierungsbedürftige Mittelschule so einschätzt, dass eine Renovierung teurer sei als ein Neubau. Die Stadt möchte nun keine Gebäudeerweiterung oder eine Erweiterung des Schulzentrums mehr, wie das mehrmals mit dem Gymnasium und mit der neuen Turnhalle geschehen ist, sondern „will den Denkmalschutz aufheben lassen“. Die weitere Vorgehensweise der Stadtgemeinde sieht vor, über einen Antrag auf Bewilligung von Veränderung des Denkmals nach § 5 des Denkmalschutzgesetzes, den Abbruch des Schulgebäudea MS I+III, des Schulwarthauses und den Abbruch/Umbau von Teilbereichen des Vorplatzes zu erreichen. „Grundlage für den Antrag des Gemeinderats, (der im Juli 2024 im Bundesdenkmalamt eingebracht wurde, und große Eingriffe in das Denkmal vorsieht, Zitat Bundesdenkmalamt), ist ein Gutachten aus dem Jahr 2022 (von Gangoly & Kristiner Architekten, Graz), das bestätigt: Eine Renovierung ist teurer als ein Neubau. 39 Millionen koste ersteres, 30 Millionen der Neubau, so Bürgermeister Reisinger (also eine Differenz von rund neun Millionen Euro)“.
Im August 2024 wird auch überregional bekannt, dass die mehrfach preisgekrönte Hauptschule abgerissen werden soll. „Das Gebäude steht unter Denkmalschutz und bedarf – für ein 56 Jahre altes Gebäude nicht unüblich – einer dringenden Renovierung. Wie damit umzugehen ist, wird in Weiz seit Jahren diskutiert“. Grundlage der Abrisspläne, gegen die "in einem offenen Brief die Architekturinstitutionen docomomo Austria, „Bauten in Not“ und ÖGFA und im Juli in einem ebensolchen Brief die gesammelte Professorenschaft der TU Graz Stellung bezogen, ist ein Gutachten des Büros Seiser + Seiser, Immobilienconsulting aus Graz, das für eine Sanierung rund 50 bis 60 Millionen Euro veranschlagt und einen Neubau auf rund 30 Millionen schätzt. Ein völlig anderes Ergebnis lieferte die erste Studie, die von den Grazer Architekten Gangoly & Kristiner aus dem Jahr 2022 für die Stadt Weiz in Abstimmung mit dem Bundesdenkmalamt und der Bildungsdirektion Steiermark erstellt wurde: Die Schule wäre nach der Sanierung auf einem zeitgemäßen technischen Standard und entspricht den pädagogischen Anforderungen, sagt Hans Gangoly, Professor an der TU Graz. Zwar sei die Sanierung laut der von seinem Büro erstellten Studie etwa elf Prozent teurer als ein Neubau (mithin 33, 3 Mio. nach der Schätzung von Seiser + Seiser). Allerdings seien bei den Neubaukosten jene für Grundstück, Aufschließung und Abbruch, der im Gemeinderat beschlossenen Gesamtmaßnahme, nicht berücksichtigt."
Nachdem die Architekten Hans Gangoly und Eva Kuß die Verantwortlichen der Stadtgemeinde Weiz scharf kritisierten, denn man habe „die Mittelschule absichtlich verfallen“ lassen, schließt der im Mai 2024 gewählte Bürgermeister Ingo Reisinger (SPÖ), vormals Finanzreferent der Stadt, eine mögliche Sanierung aus, fühlt sich nicht an das Architektengutachten von 2022 gebunden, sondern an das zweite, erstellt durch das Immobilienbüro und plädiert für den Abriss: Als Bürgermeister kann ich nicht emotional agieren, sondern muss die bestmögliche Ausbildungsstätte für Schüler und Lehrpersonal garantieren. Ich verwalte öffentliches Geld und agiere dabei nach den Prinzipien Sparsamkeit, Wirtschaftlichkeit und Zweckmäßigkeit. Wenn also das Gutachten eines profunden Sachverständigen besagt, dass eine Sanierung deutlich teurer ist als ein Neubau, habe ich mich dementsprechend zu entscheiden. Weitere Aspekte, die zusätzlich berücksichtigt werden müssten, sind die Entsorgungskosten von Bauschutt und Baumischsabfällen bei Abriss, und der energetische: „Der Altbau speichert so viel graue Energie, dass er diesbezüglich jedem Neubau überlegen ist“, so Isabella Marboe, Architekturjournalistin und Lehrbeauftragte der TU Wien im August 2024. Diese Thematik wurde auch in der Diskussionsveranstaltung im Haus der Architektur in Graz im Mai 2024 vertieft: "Die bestehende Bausubstanz (ist) vor allem aus ökologischer Sicht neu zu bewerten. Denn mit einer Umnutzung kann nicht nur der Lebenszyklus (Anm.: und damit der Wert) bereits errichteter Gebäude verlängert werden. Die Weiternutzung der vorhandenen Baustrukturen erlaubt die Einsparung von Energie und Materialien, der sogenannten „grauen Energie“, die während der Bau-, Herstellungs-, Transport-, Lagerungs- und Entsorgungsprozesse benötigt werden. Zudem wird die Menge des anfallenden Bauschutts reduziert, die teilweise als Sondermüll entsorgt werden müssten".
Ob ein Neubau, der sich in das „Ensemble aus einem Guss“ einfügt, „mit Begegnungsräumen für Veranstaltungen, die Schulgemeinschaft, Lernende und Lehrende“, ebenbürtig dem Hallentyp von Hufnagl und kostengünstiger ist, kann erst durch detaillierte Architektenentwürfe geklärt werden, welche nach DIN 276, bzw. ÖNORM B 1801-1 eine verlässliche Kostenberechnung zulassen, die dann durch entsprechendes Kostenmanagement einzuhalten wäre. Wegen der verschleppten Sanierung entstanden, nach zugänglichen Unterlagen, weniger konstruktive Schäden im Inneren als am Äußeren, insbesondere an den Oberlichtern des inzwischen teilsanierten „Wasserdachs“, das seinerzeit experimentellen Charakter hatte. Weitere Problempunkte sind die Wärmedämmung der Außenfassade und der durchlaufenden Deckenkonstruktionen sowie die unzureichenden Fluchtwege und der Brandschutz. Dass nun Gefahr im Verzug ist, für ein bauliches Kulturgut, geht u. a. aus dem „Offenen Brief zur Erhaltung der NMS Weiz“ hervor, der Anfang Juli vom Architekturzentrum Wien veröffentlicht wurde: Der Schulanlage in Weiz kommt… auf mehreren Ebenen eine besondere Bedeutung zu, was sich auch in den verliehenen prestigeträchtigen Auszeichnungen niederschlug. Die Stadt Weiz erhielt den Bauherrenpreis und die Schule wurde mit dem Österreichischen Staatspreis für Architektur ausgezeichnet. Viktor Hufnagl konnte in Weiz den Typus einer Hallenschule realisieren, die Vorbild für viele weitere Schulbauten war. Als bedeutendes architektonisches Symbol auf mehreren Ebenen ist die Schulanlage jedenfalls unbedingt erhaltens- und schützenswert. Wir appellieren dringend an die Verantwortlichen, diese Schulanlage zu erhalten und außerdem im Jahr 2024 keine Neubauten mehr zu forcieren, während man Altbauten, die man ertüchtigen kann, um teures Geld verschwinden lässt. Wir sind überzeugt, dass sich gemeinsam mit dem Bundesdenkmalamt eine Lösung finden lässt, das Gebäude zu bewahren und in eine gute Zukunft zu führen.
Es ist nun Sache des Bundesdenkmalamts über pro oder contra Abriss zu entscheiden. Dabei dürfte nicht unberücksichtigt bleiben, dass die von Hufnagl 1968 fertiggestellte Hauptschule Teil des Bauensembles Schulzentrum Weiz und als „Hallentyp“ der Vorläufer für das 1970 begonnene Modellbauvorhaben (gem. mit Fritz G. Mayr) für das Bundesschulzentrum in Wörgl ist. Das wurde bis zum Jahr 2003 durch die Schweizer Architekten Gody Kühnis und Peter Märkli generalsaniert und erweitert. „Im Sinne eines Weiterbauens im Geist der Entstehungszeit wurden die Raum- und Materialqualitäten des in den 1970er-Jahren errichteten Altbaus erhalten und der Typus der Hallenschule mit zeitgemäßen Mitteln modifiziert.“
Gleichfalls wäre zu beachten, dass das Bundesschulzentrum Wörgl (Fertigstellung 1973) zwar 5 Jahre jünger ist, als die Hauptschule in Weiz, aber dass selbst viel ältere Gebäude aus der Stilkategorie des béton brut einer denkmalgerechten Sanierung unterzogen werden konnten, wie z. B. die Unité d’habitation in Marseille (1947–1952, Sanierungsbeginn („comprehensive renovation“) 2001 ) oder das komplexe Gebäudeensemble des Klosters La Tourette (1956–1960, Sanierungsbeginn 2006) von Le Corbusier, das für 5 Mio. Euro saniert wurde. Auch die Sanierung und Umgestaltung der Pädagogischen Hochschule in Salzburg, ebenfalls Ende der 1960er Jahre errichtet, zeigt nach sorgfältiger Abwägung zwischen Abbruch und Neubau, dass Altbausubstanz und Erweiterungsbauten überraschend positive Ergebnisse erzielen können, die auch innenräumlich neuzeitlichen Anforderungen entsprechen.
Nachdem man in Weiz mehrere Monate auf ein Gutachten des Bundesdenkmalamtes gewartet hatte, "ob eine Sanierung nötig und machbar sei", wurde Anfang April 2025 im Hauptabendprogramm in der Sendung "Dok1" des ORF auch die denkmalgeschützte Mittelschule in Weiz thematisiert. Während die Eltern und die Direktorin Staudacher auf einen Neubau hoffen, glaubt die neue Bürgermeisterin Bettina Bauernhofer dass das derzeitige Gebäude nicht wirtschaftlich sei. Als Elementarpädagogin sei ihr die Bildung jedenfalls ein großes Anliegen – und darum auch ein erhoffter Neubau der desolaten, aber denkmalgeschützten Mittelschule: „Es wird da viel Druck der Stadt geben.“ In einem leider schlecht verständlichen Video-Interview mit der Kleinen Zeitung stellt der Architekt Hans Gangoly klar: „Es gibt ein … Sanierungskonzept, das die Mängel dieser Schule beheben kann, und die Schule im Grunde auf ein Neubauniveau heben würde, und es ist generell die Frage ob man im Wissen um ein solches Sanierungskonzepts überhaupt über einen Abbruch nachdenken darf“.
Im Bundesdenkmalamt in Wien wartet man inzwischen auf ein Gutachten des Denkmalbeirates, der mit allgemeinen Fragestellungen zu Denkmalschutz und Denkmalpflege oder konkreten Fragestellungen in einem anhängigen Verwaltungsverfahren befasst werden kann. „Da es sich um ein komplexes Thema handelt, ist eine umfassende Expertise, deren Endergebnisse leider noch nicht zur Gänze zur Beurteilung vorliegen, zwingend notwendig“, erklärt Pressesprecherin Andrea Böhm. Danach werde man mit der Stadtgemeinde Kontakt aufnehmen. Ein konkreter Zeitpunkt wird nicht genannt.

## Anerkennungen
- Österreichischer Bauherrenpreis 1968 der Zentralvereinigung der Architekten Österreichs
- Staatspreis Architektur 1968 durch das Bundesministerium für Arbeit und Wirtschaft der Republik Österreich
- Mittelschule III Weiz, GerambRose-Preis, Kategorie: Klassiker, 2020, BauKultur Steiermark[54]